# 王澍 (建築家)
王澍（おうじゅ、中国語: 王澍、 Wang Shu,  ワン・シュウ、1963年11月4日生まれ）は、中華人民共和国の建築家。
杭州市に本拠を置き、同市の中国美術学院で建築芸術学院の院長を務める。2012年にはプリツカー賞を中華人民共和国の国民として初めて受賞した。

## 経歴

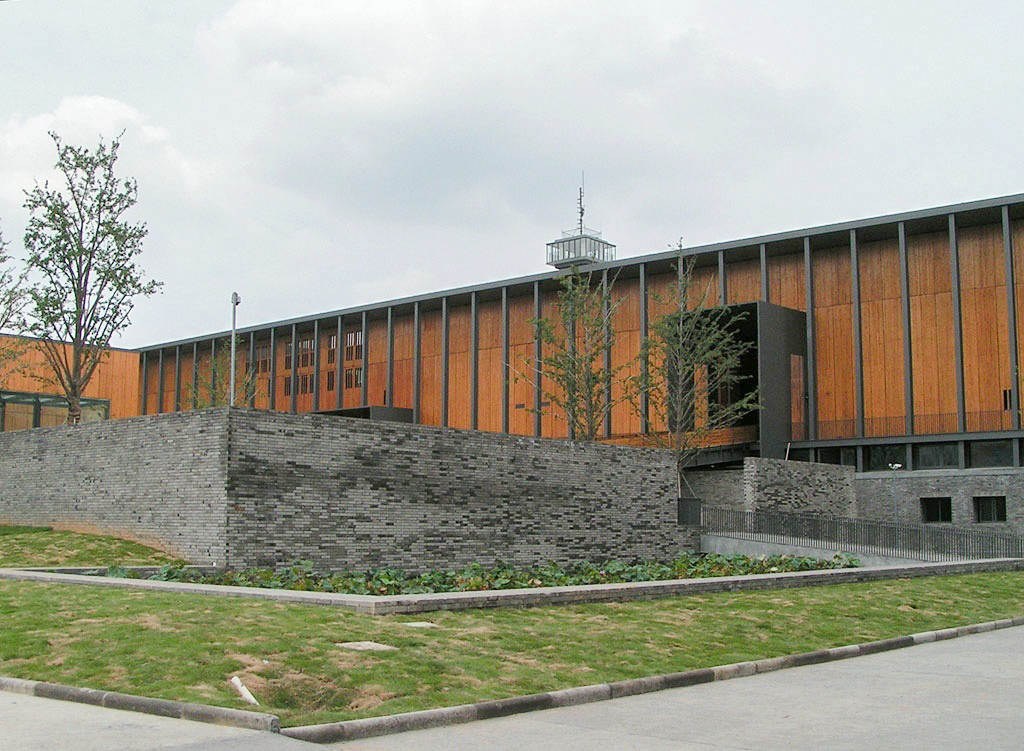
寧波美術館 (2005年)

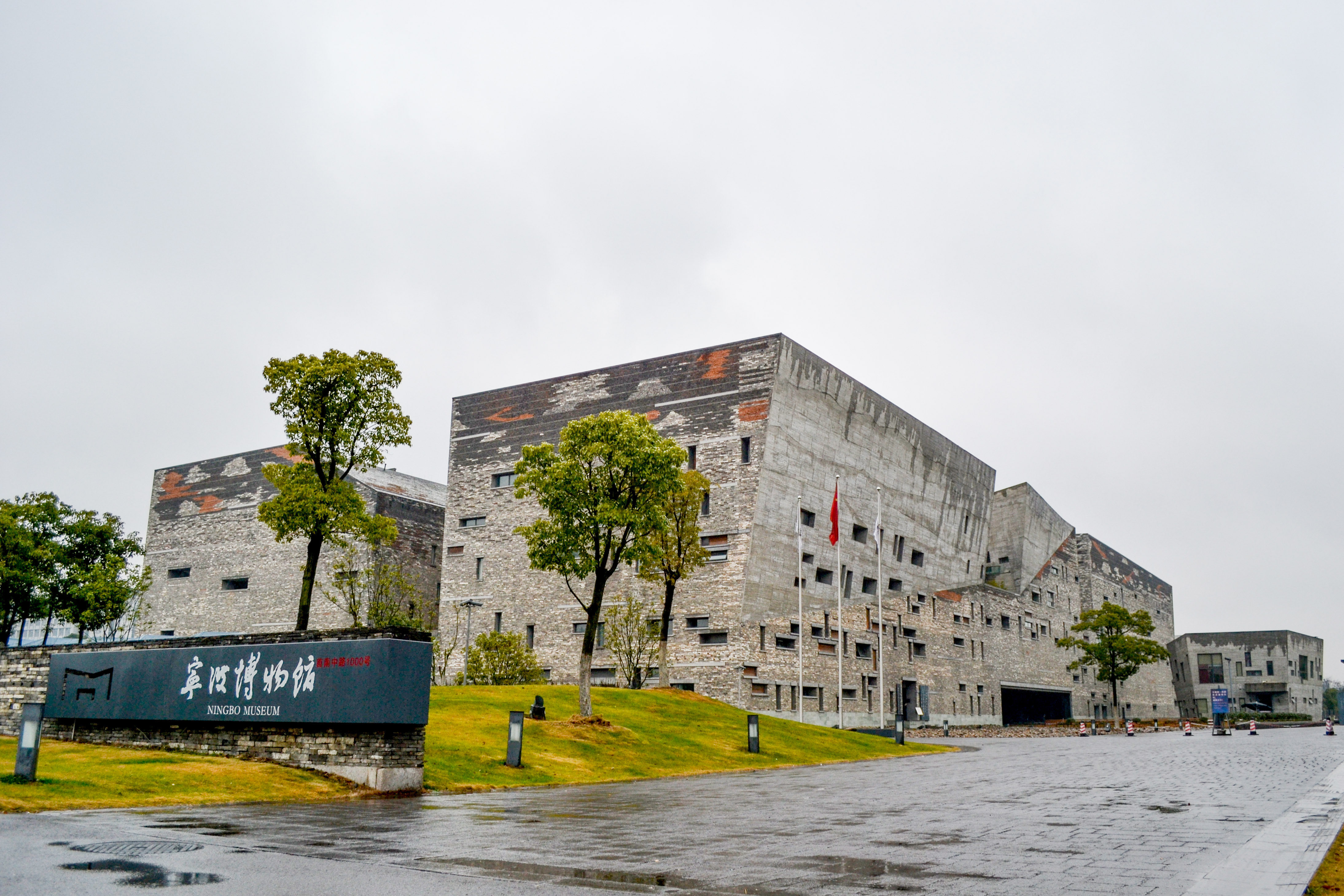
寧波博物館 (2008年)

王澍は1963年にウイグル自治区の首都ウルムチで生まれた。子供時代から絵を描き始めたが特別な美術教育は受けなかった。美術家になりたいという情熱と、技師になってほしいという両親の願いの妥協の結果、王澍は建築家の道を選び、南京市の南京工学院（現東南大学）へ進んで1985年に卒業した。1988年に同校で修士号を得たが、修士論文の『死屋手記』は批判を浴び、修士号授与までには曲折があった。
大学院修了後は、杭州の風景と美術の伝統に惹かれて杭州市へ移り、中国の美術教育の名門である浙江美術学院（現在の中国美術学院）に勤務し、古い建築の改修や、環境と建築の関係についての研究などを行った。最初の建築作品は同じ浙江省の海寧市に作った青少年センターで、1990年に竣工したが、以後1998年まで実際の建築を手がけていない。その代わりに建築の研究を進め、上海市の同済大学建築・都市計画学院で博士号を2000年に得ている。同年に中国美術学院の建築芸術学院の教授となり、2007年には院長となった。
1997年には妻で同じく建築家の陸文宇（Lu Wenyu）と共に建築事務所「業餘建築工作室」（Amateur Architecture Studio）を開いた。「アマチュア」という事務所名は、中国の都市開発の陰で進んでいた古い街並みの大規模な更地化への批判、それをもたらした「プロによる魂のない建築」への批判が込められていた。
2000年には蘇州大学文正学院の図書館を手掛けたが、これにより2004年の中国建築芸術獎を受賞した。2005年に作った「寧波五散房」（Five Scattered Houses in Ningbo）は、同年にスイスのホルシム社が設立したホルシム財団から、持続可能性の高い建築に贈られる賞（Holcim Award for Sustainable Construction in the Asia Pacific）を得た。杭州に作った住宅「垂直院宅－銭江時代高層住宅群」は、2008年にドイツの国際高層建築賞（International High Rise Award）にノミネートされた。

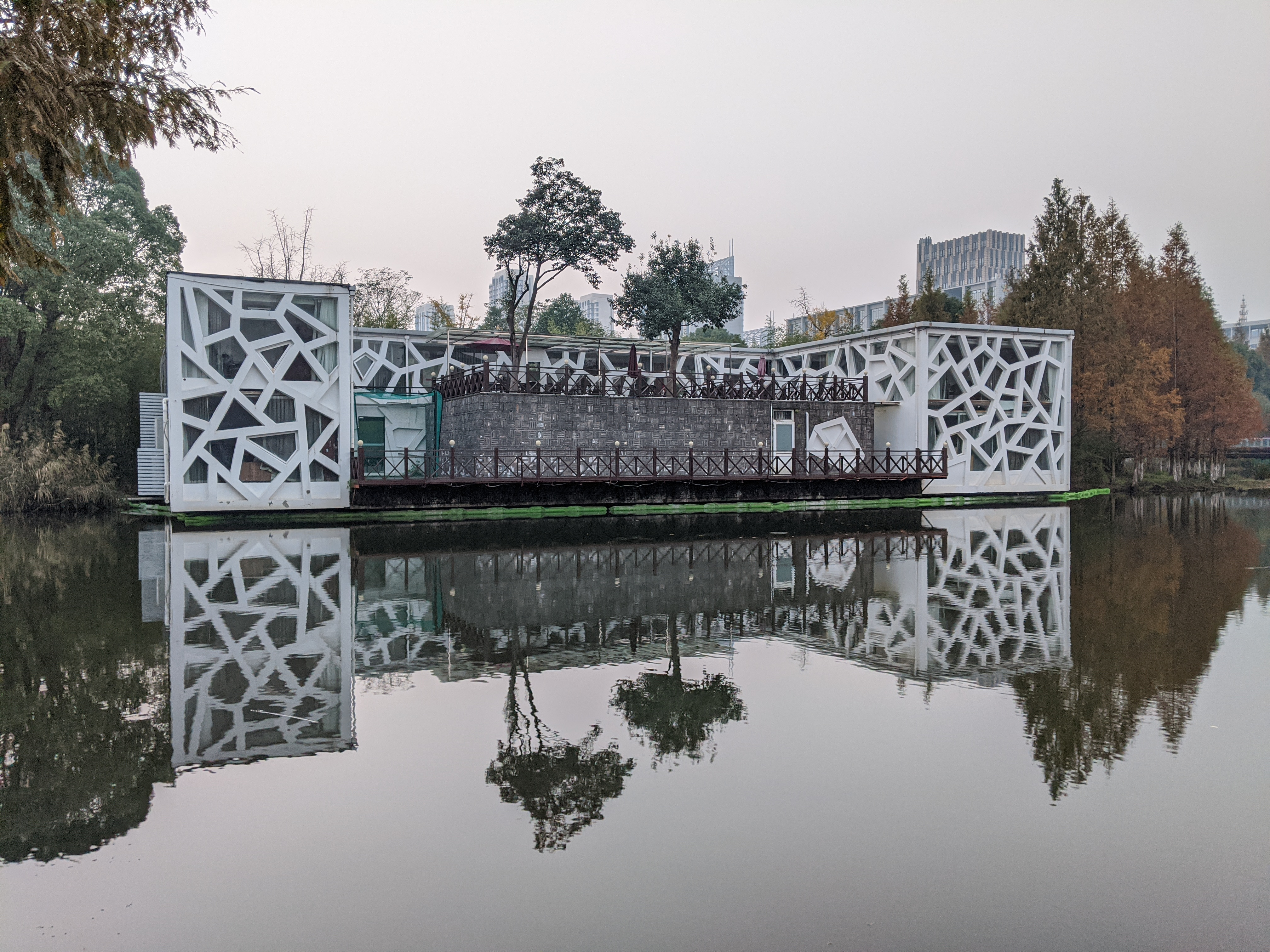
寧波五散房 (2005年) 寧波の鄞州公園に散在する5つのパビリオンのうち、茶室（1）
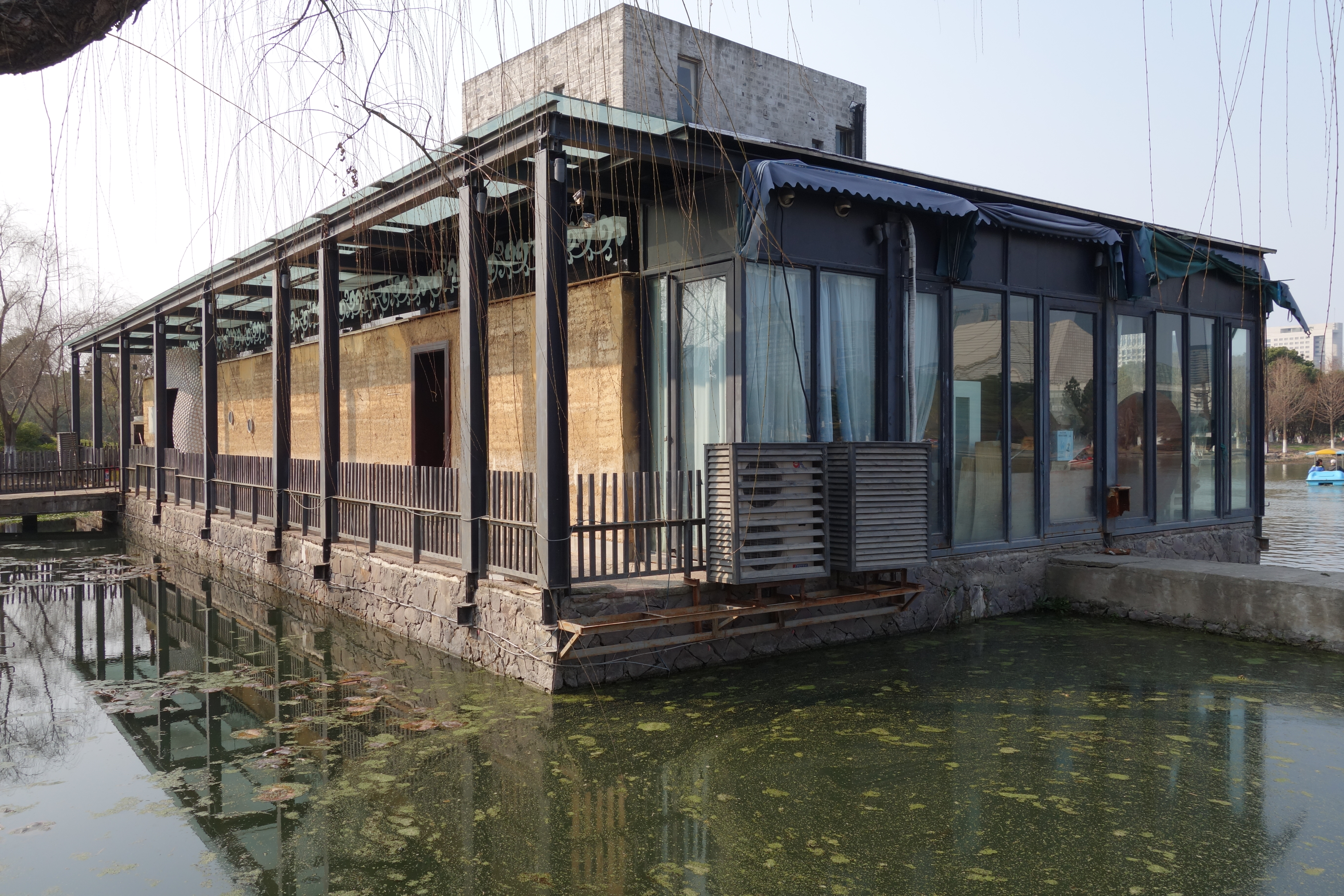
寧波五散房 (2005年) のうち、茶室（2）
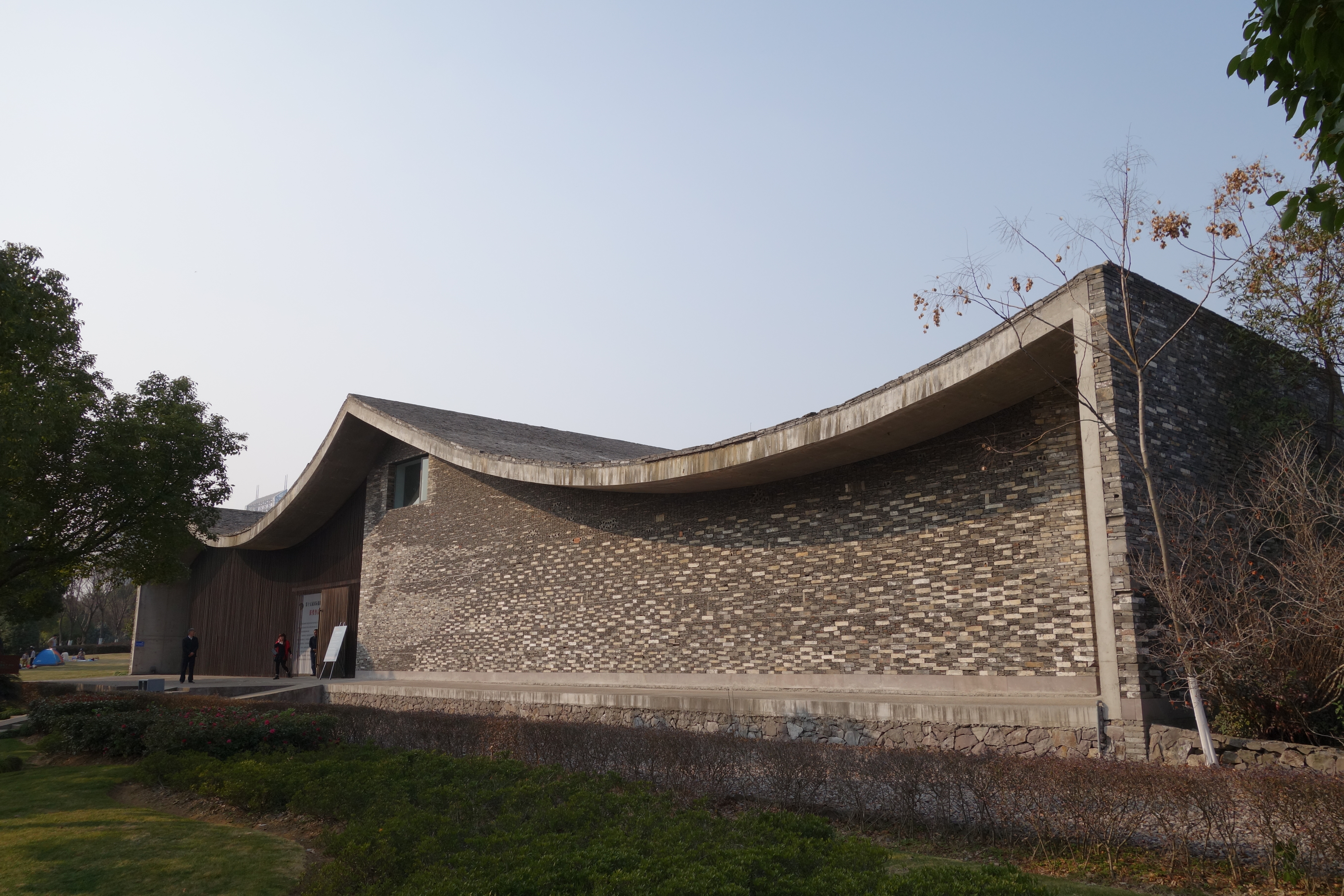
寧波五散房 (2005年) のうち、画廊
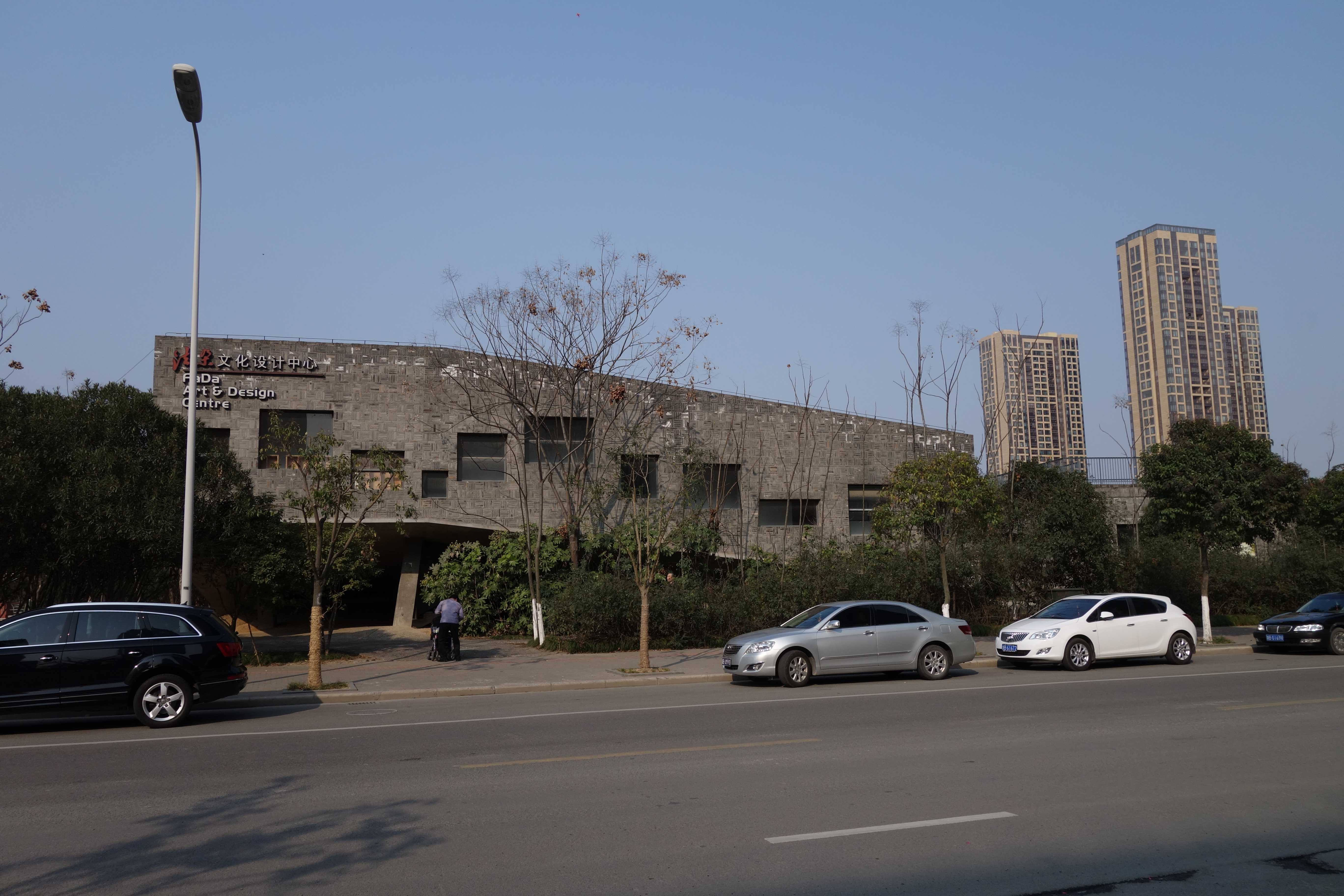
寧波五散房 (2005年) のうち、管理棟

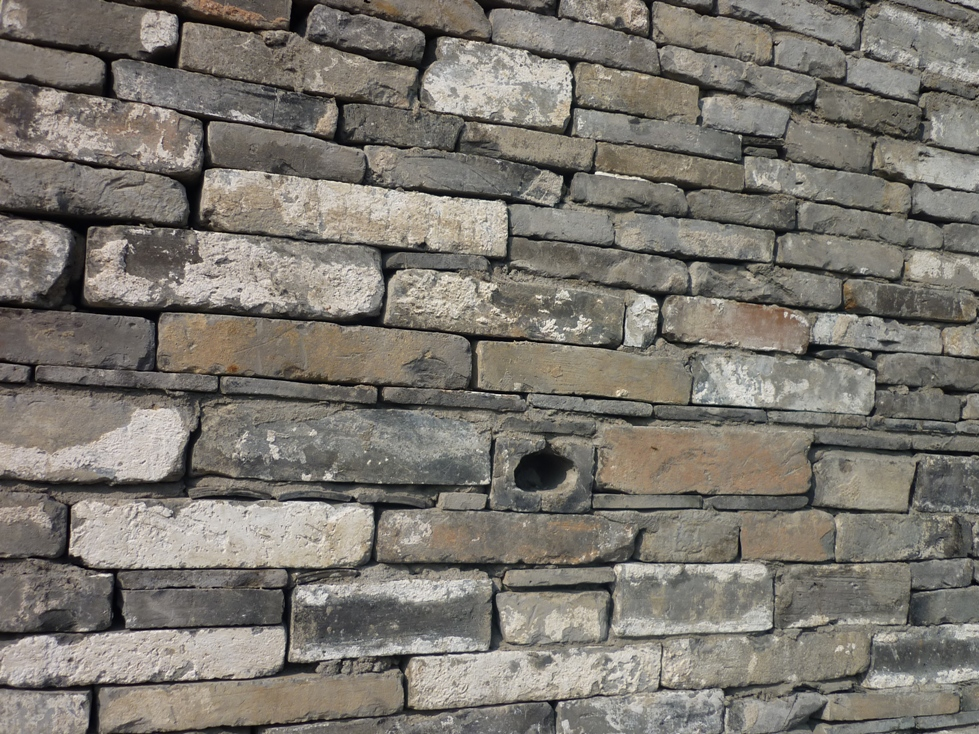
寧波博物館の、再利用された煉瓦のファサード

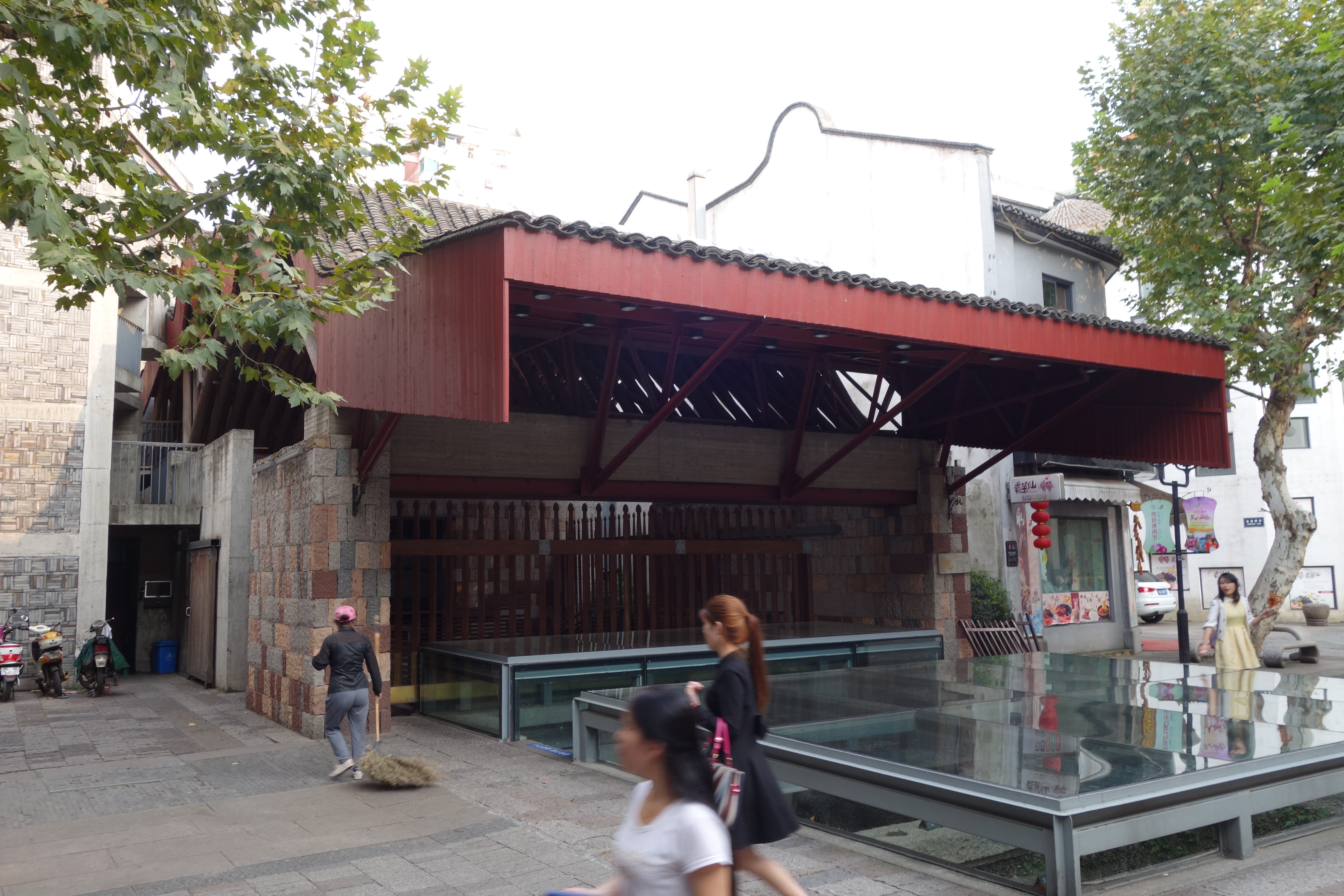
杭州南宋御街博物館

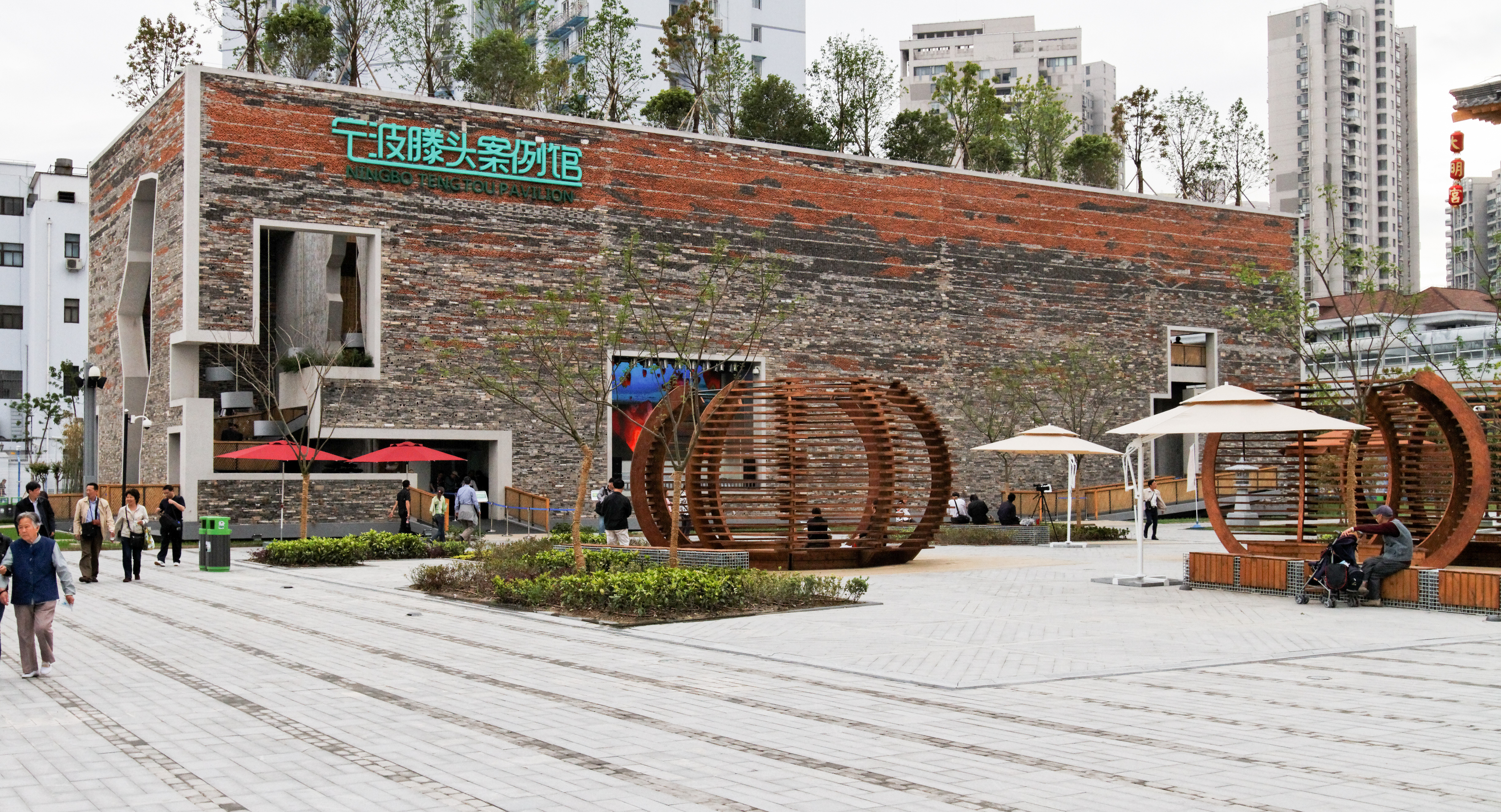
上海万博の寧波滕頭館 (2010年)

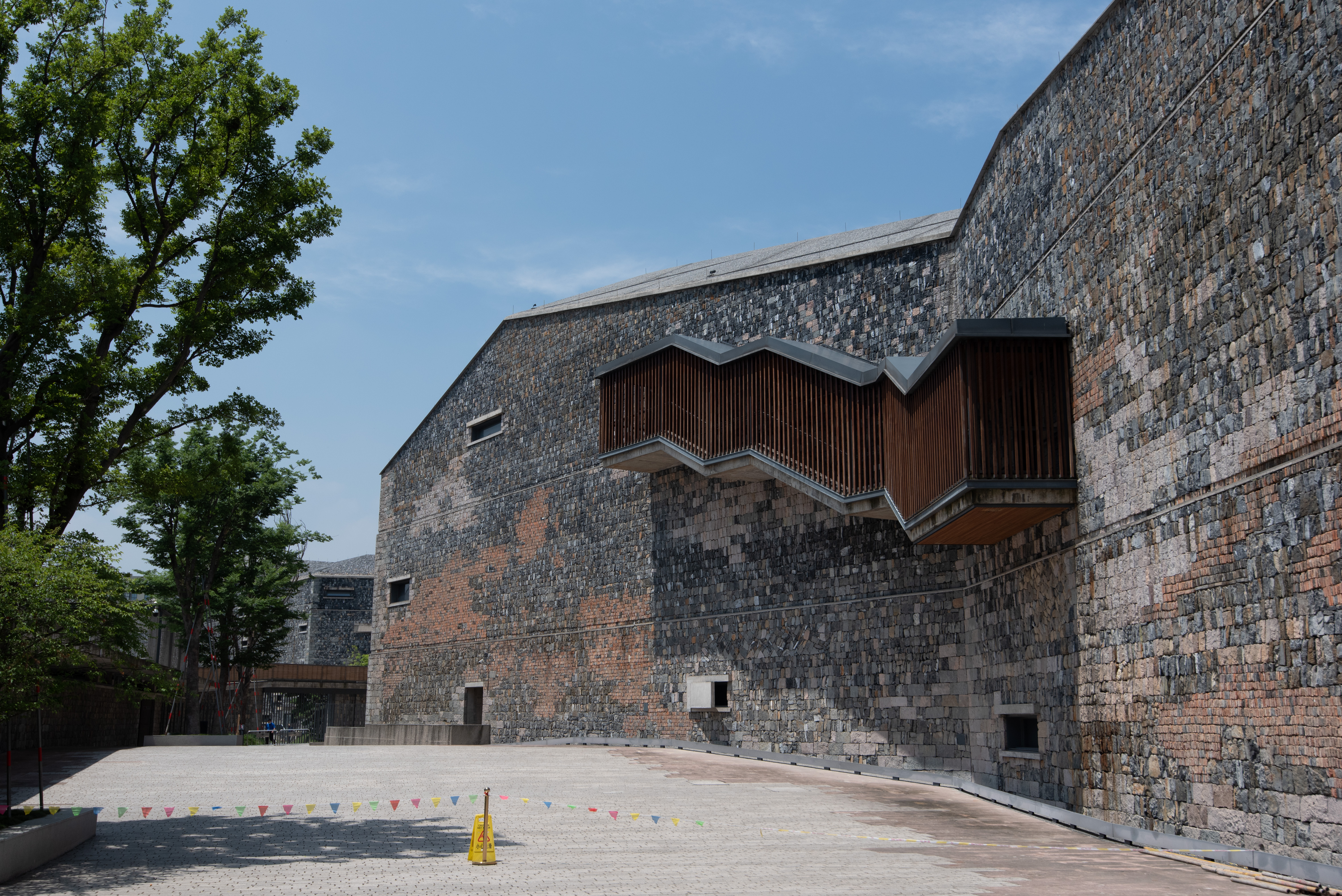
臨安博物館 (2019年)

2004年には寧波博物館の国際建築設計競技で勝利し、2008年に竣工させた。建物のファサードは全て再利用された明代・清代のレンガで構成されており、また竹で補強したコンクリートも用いるなど、地域の特色と廃材の再利用を打ち出している。幾つかに分かれた建築群が傾斜した形状は近くの山並みにならったもので、また近くの水面からは水に浮かぶ船のように見えるなど、山や水に囲まれた港町である寧波市の風土を反映している。この博物館は2009年に中国の最高の建築賞である魯班獎を得た。その他の大きなプロジェクトには、寧波美術館（2005年）、中国美術学院象山新校区（2004年-2007年）、杭州南宋御街博物館（2009年）などがある。
彼の建築は、「新たな地平を開くと同時に、場所や記憶と共鳴する」と評され、また中国における批判的地域主義の建築の希少な例とも評されている。

## 受賞
中国国内での評価に続き、国外でも王澍は評価されるようになった。2010年には王澍と陸文宇の夫妻はドイツのエーリッヒ・シェリング建築賞（Schelling Architecture Prize）を受賞した。2011年にはフランス建築アカデミーのゴールドメダルを受賞した。
2012年には建築界のノーベル賞とも称されるプリツカー賞を、中国本土の国民として初めて受賞した（中国人としては、米国国籍のイオ・ミン・ペイに続き2人目）。48歳という過去の受賞者でも4番目の若さの受賞でもあった。過去の受賞者であるザハ・ハディドや合衆国最高裁判所判事スティーブン・ブレイヤーなどからなる審査員は、王澍の「歴史に直接言及することなく過去を喚起するというユニークな能力」を強調し、その作品を「時間を超越し、その文脈に深く根ざし、それでいて普遍的」と呼ぶ。賞を主催するハイアット財団の議長は、王澍の受賞は「中国が、建築の理想の発展において演ずる役割を知らせる上で重要な一歩となる」ものだと述べている。香港の建築史家で建築批評家の朱涛（Zhu Tao）は、この受賞は中国の建築史のターニングポイントとなる出来事であり、中国の社会や建築界に対して、建築は文化的事業であり、建築家が文化の創造者であるというメッセージを送ったと述べている。

## 私生活
王澍の父親は音楽家で、アマチュアの大工でもあった。母は教師であり、北京で学校図書館の司書を務めた。王澍の姉妹も教師である。
王澍の妻の陸文宇は、建築事務所のパートナーであると同時に、中国美術学院の建築の教授としても同僚である。ロサンゼルス・タイムズとのインタビューで、王澍は陸文宇を、プリツカー賞を分け合うのがふさわしい人物であると述べている。

## 主な作品
- 2000年 蘇州大学文正学院図書館
- 2005年 寧波美術館
- 2004年 中国美術学院象山新校区一期工程（二期工程は2007年に落成）
- 2005年 寧波五散房
- 2006年 金華建築芸術公園「瓷屋」茶室
- 2006年 瓦園（ヴェネツィア建築ビエンナーレ中国館）
- 2007年 杭州「銭江時代-垂直院宅」
- 2008年 寧波博物館
- 2009年 杭州南宋御街博物館
- 2010年 上海万博・寧波滕頭館
- 2010年 衰朽的穹隆（The decay of Dome，ヴェネツィア建築ビエンナーレ参加作品）
- 2014年 杭州水岸山居酒店
- 2015年 艾青紀念館新館
- 2018年 臨安博物館